# Castrisch
Castrisch ([kɐˈʃtʁiʃ]ⓘ, deutsch und bis 1943 offiziell Kästris) ist eine Fraktion der Gemeinde Ilanz/Glion im Schweizer Kanton Graubünden. Bis Ende 2013 bildete es eine selbständige politische Gemeinde.

## Geographie
Castrisch liegt zweieinhalb Kilometer von Ilanz entfernt am Vorderrhein am Eingang der Rheinschlucht auf der rechten Seite des Vorderrheintals. Vom gesamten Gemeindegebiet von 718 ha sind 368 ha von Wald und Gehölz bedeckt. Weitere 293 ha sind landwirtschaftliches Nutzgebiet, 33 ha unproduktive Fläche und 24 ha Siedlungsfläche. Die ehemalige Gemeinde Castrisch grenzte an Ilanz, Riein, Sagogn, Schluein, Sevgein und Valendas.
Seit Dezember 2016 verbindet eine Brücke für den Langsamverkehr Castrisch mit Schluein auf der nördlichen Seite des Vorderrheins.

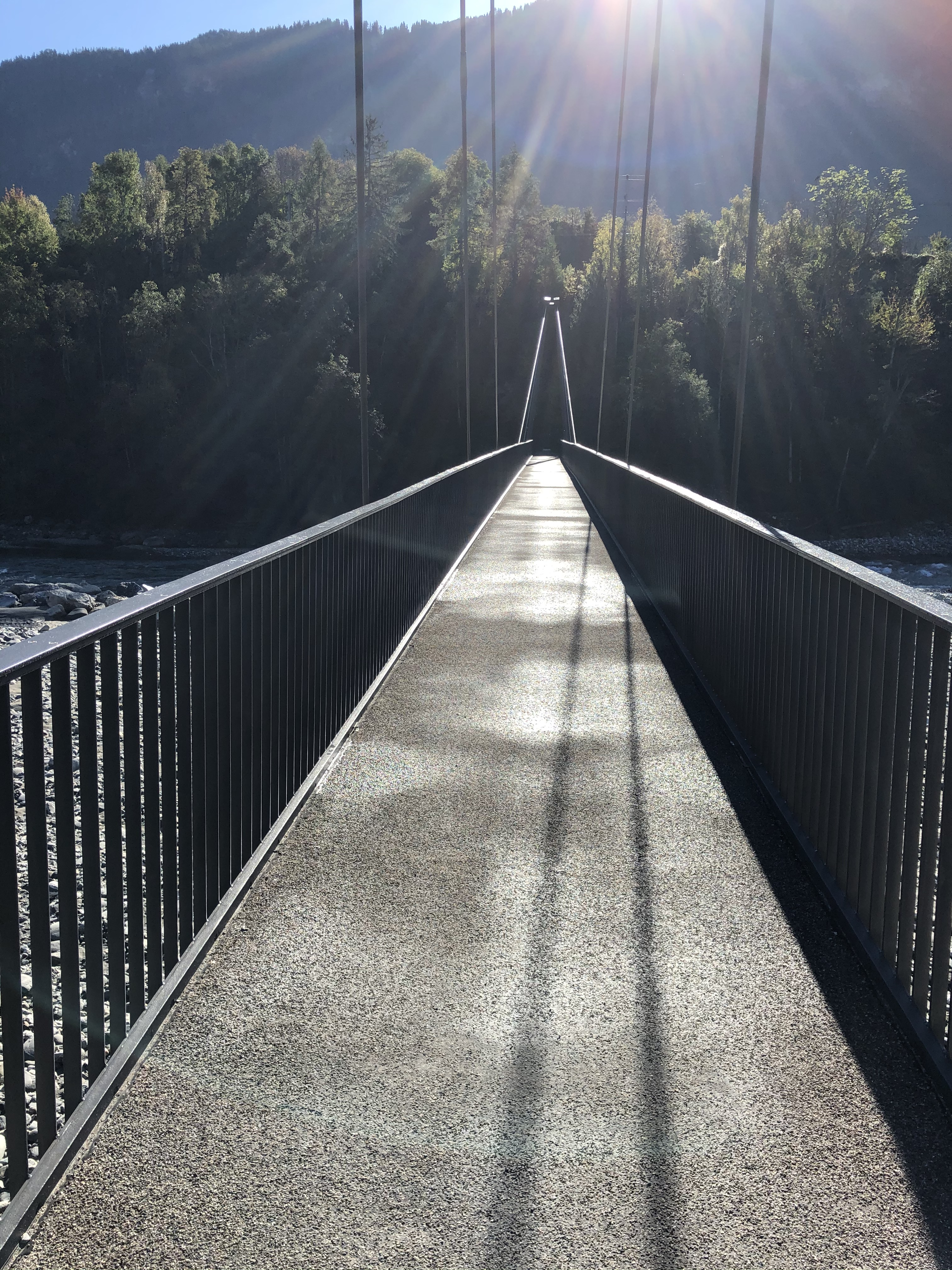
Brücke zwischen Castrisch und Schluein Richtung Castrisch

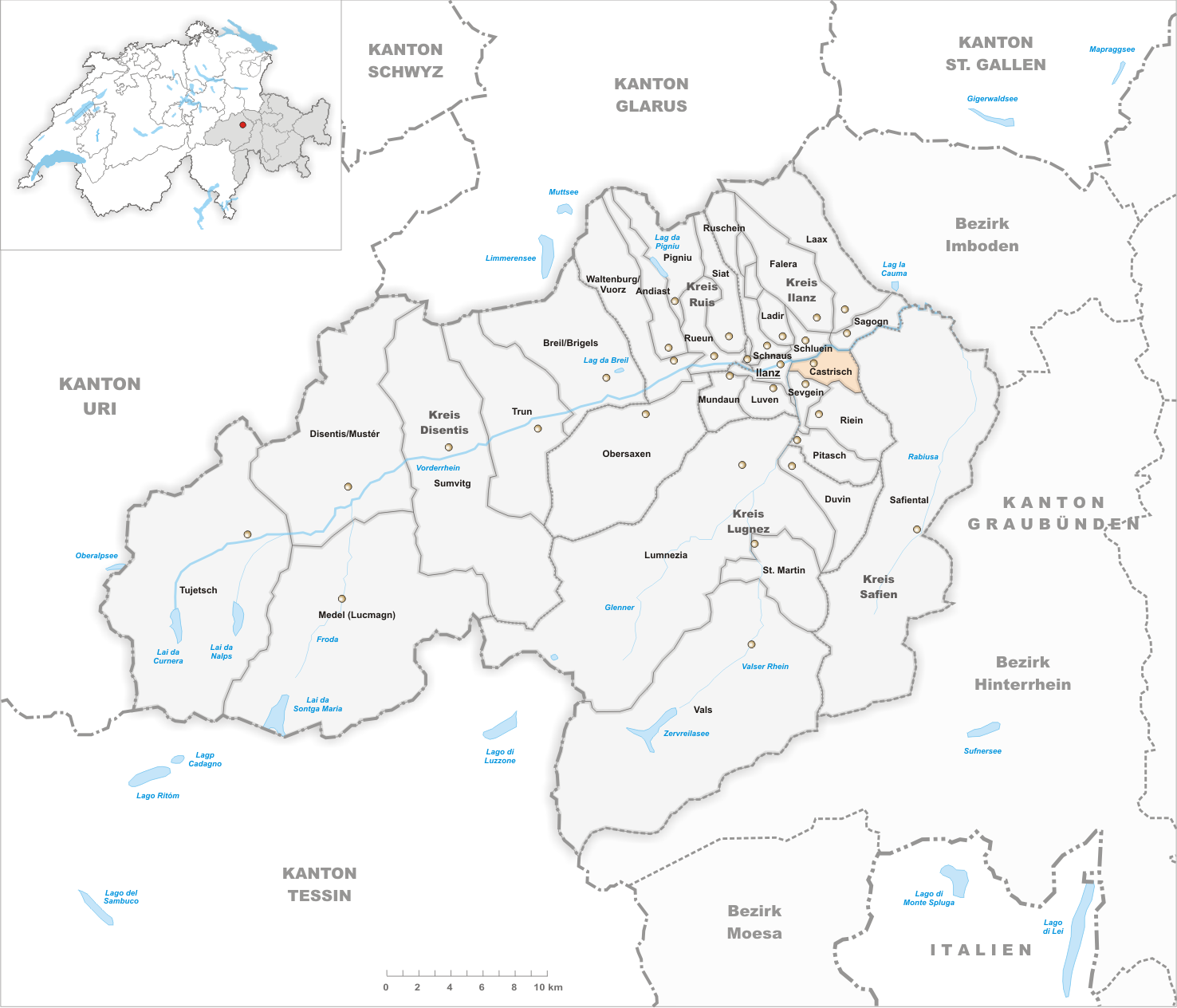
Gemeindestand vor der Fusion am 1. Januar 2014

Luftbild von Werner Friedli von 1954. Vorne Castrisch, hinten links Sagogn

## Geschichte

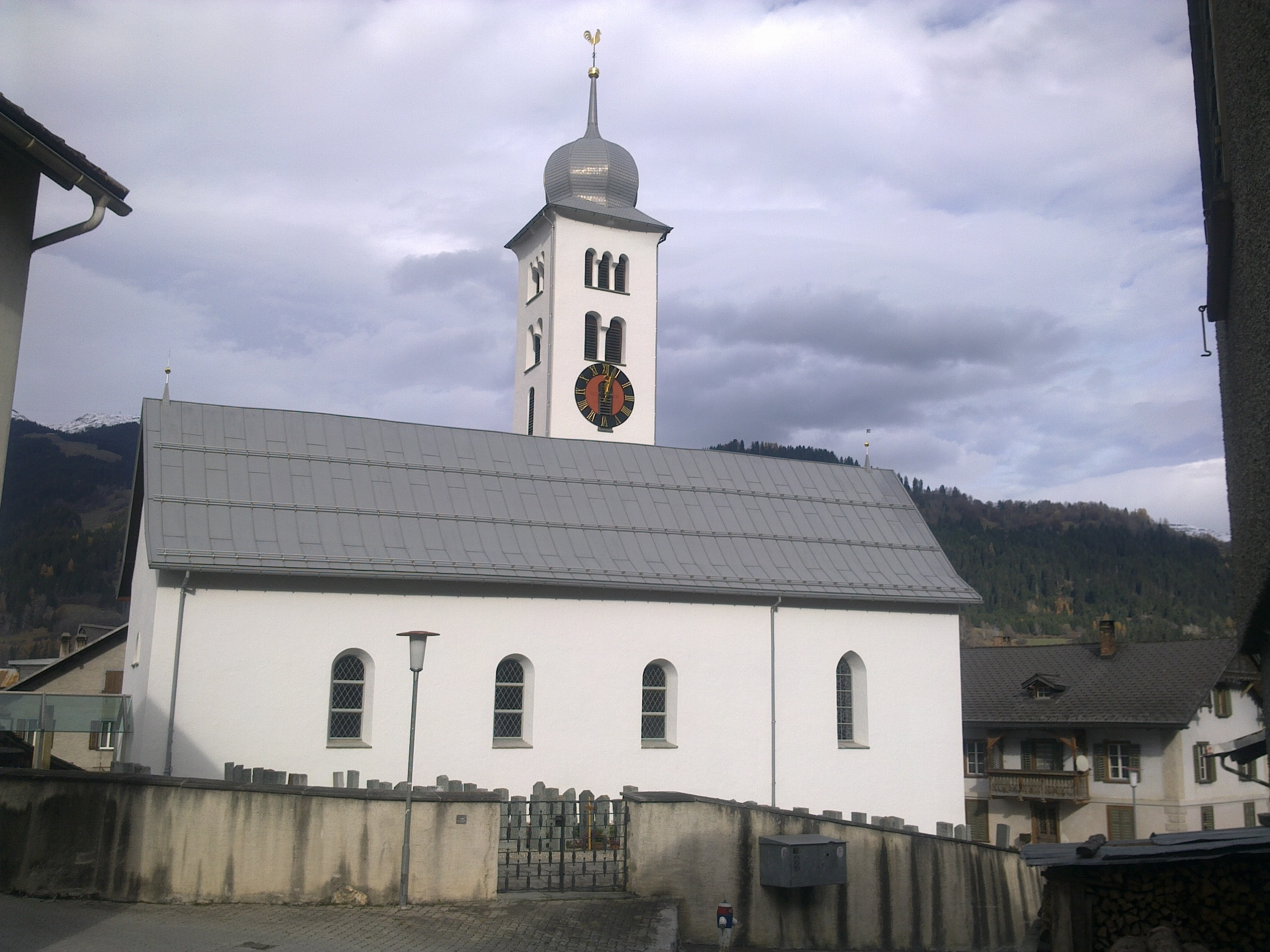
Reformierte Kirche

Die früheste bekannte Nennung des Ortes, in Castrices, stammt von 765. Der Bedeutung des Namens ist unsicher. Womöglich geht er auf den Personennamen Castricius zurück, erwogen wird aber auch eine Herleitung von lateinisch castrum «Wehranlage», die sich am Standort der St. Georgskirche befand. Die Dorfkirche St. Georg wird erstmals 840 als karolingisches Reichsgut mit Zehnten in Castrisch und Sevgein erwähnt. Als eigene Pfarrei erscheint Castrisch um 1340. 1537 schliesst sich die Gemeinde der Reformation an und trennt sich infolgedessen von Sevgein, das katholisch bleibt.
1137/39 werden Edle von Kästris bezeugt. Als deren Sitz wird die östlich des Dorfes liegende heutige Ruine Casti vermutet, ein Kastell mit Michaelskapelle und Kollaturrecht an St. Georg.
Bis 1371 war die Herrschaft Castrisch im Besitz der Belmont, danach der Freiherren von Rhäzüns, 1390 ein bischöfliches Lehen der Sax-Misox. 1483 erfolgte der Verkauf an das Bistum Chur, 1538 der Auskauf der Herrschaftsrechte durch die Gemeinde. Bei der Flur Sessafret (heute Saissafratga oder Sassfau) am einstigen Rheinübergang lag die mittelalterliche Gerichtsstätte der Freien ob dem Wald.
Am Bach westlich von Castrisch standen gemäss Überlieferung noch bis ins 19. Jahrhundert sechs Kornmühlen. Die einstige Bedeutung des Ackerbaus belegen auch die Häuser mit Toreinfahrt im Dorfkern. 1903 wurde Castrisch an die Rhätische Bahn angeschlossen. Ende des 20. Jahrhunderts wurde neben Vieh- und Alpwirtschaft wenig Acker- (Mais) und Obstbau in der Rheinebene betrieben. Castrisch besitzt Alprechte auf Alp Clavel in der ehemaligen Gemeinde Lumbrein. Es bestehen einige Gewerbebetriebe. In den 1970er und 80er Jahren wurde die Einführung des Frauenstimmrechts auf kommunaler Ebene viermal abgelehnt.
Am 1. Januar 2014 fusionierte Castrisch mit den damaligen Gemeinden Duvin, Ilanz, Ladir, Luven, Pigniu, Pitasch, Riein, Rueun, Ruschein, Schnaus, Sevgein und Siat zur neuen Gemeinde Ilanz/Glion.

## Wappen
| Wappen von Castrisch | Blasonierung: «Geteilt im Wolkenschnitt von Silber (weiss) und Schwarz»                               |
| Wappen von Castrisch | Das Wappen der Herren von Castris (Kästrisch) wurde von der Gemeinde schon in ihrem Siegel verwendet. |

## Bevölkerung
| Bevölkerungsentwicklung | Bevölkerungsentwicklung | Bevölkerungsentwicklung | Bevölkerungsentwicklung | Bevölkerungsentwicklung | Bevölkerungsentwicklung | Bevölkerungsentwicklung | Bevölkerungsentwicklung |
| ----------------------- | ----------------------- | ----------------------- | ----------------------- | ----------------------- | ----------------------- | ----------------------- | ----------------------- |
| Jahr                    | 1850                    | 1900                    | 1950                    | 1990                    | 2000                    | 2006                    | 2013                    |
| Einwohner               | 469                     | 469                     | 362                     | 337                     | 412                     | 414                     | 389                     |

Im Jahr 2000 sprachen im gemischtsprachigen Dorf 48,5 % der Bevölkerung rätoromanisch (Sursilvan) und 48,1 % deutsch.
Von den Ende 2006 414 Bewohnern waren 400 (= 96,6 %) Schweizer Bürger.
Die Mehrheit der Einwohner ist reformiert.

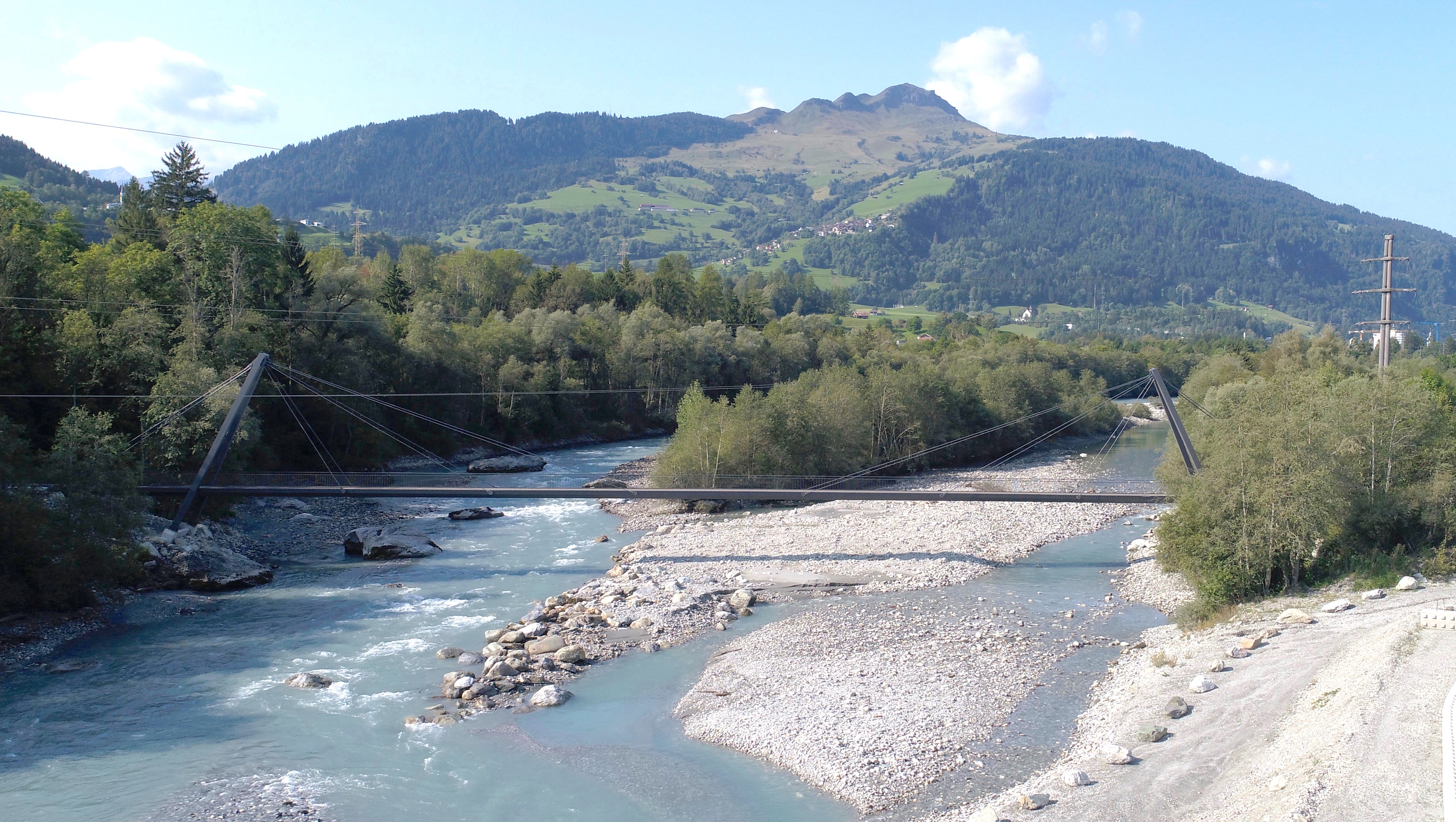
Fussgängerbrücke zwischen Castrisch und Schluein

## Sehenswürdigkeiten
- Unter Denkmalschutz steht die reformierte Dorfkirche.
- Forstwerkhofanlage[4]
- Im Osten des Dorfes liegen die spärlichen Ruinen der ehemaligen Burg Castrisch.

## Persönlichkeiten
- Lucius Gabriel (1597–1663), evangelisch-reformierter Pfarrer in Castrisch 1616–1632
- Edvige Livello (1901–1999), Psychologin, Dichterin[5][6]